# Paul Hamesse

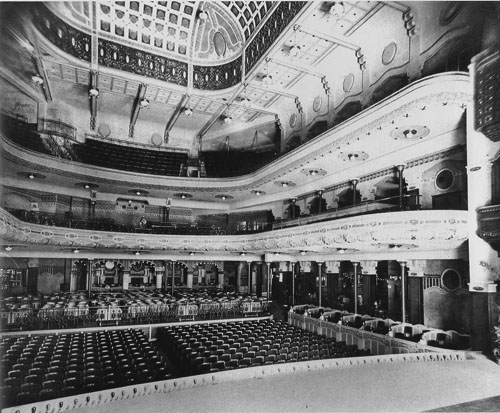
Grote Zaal van de Pathé Palace

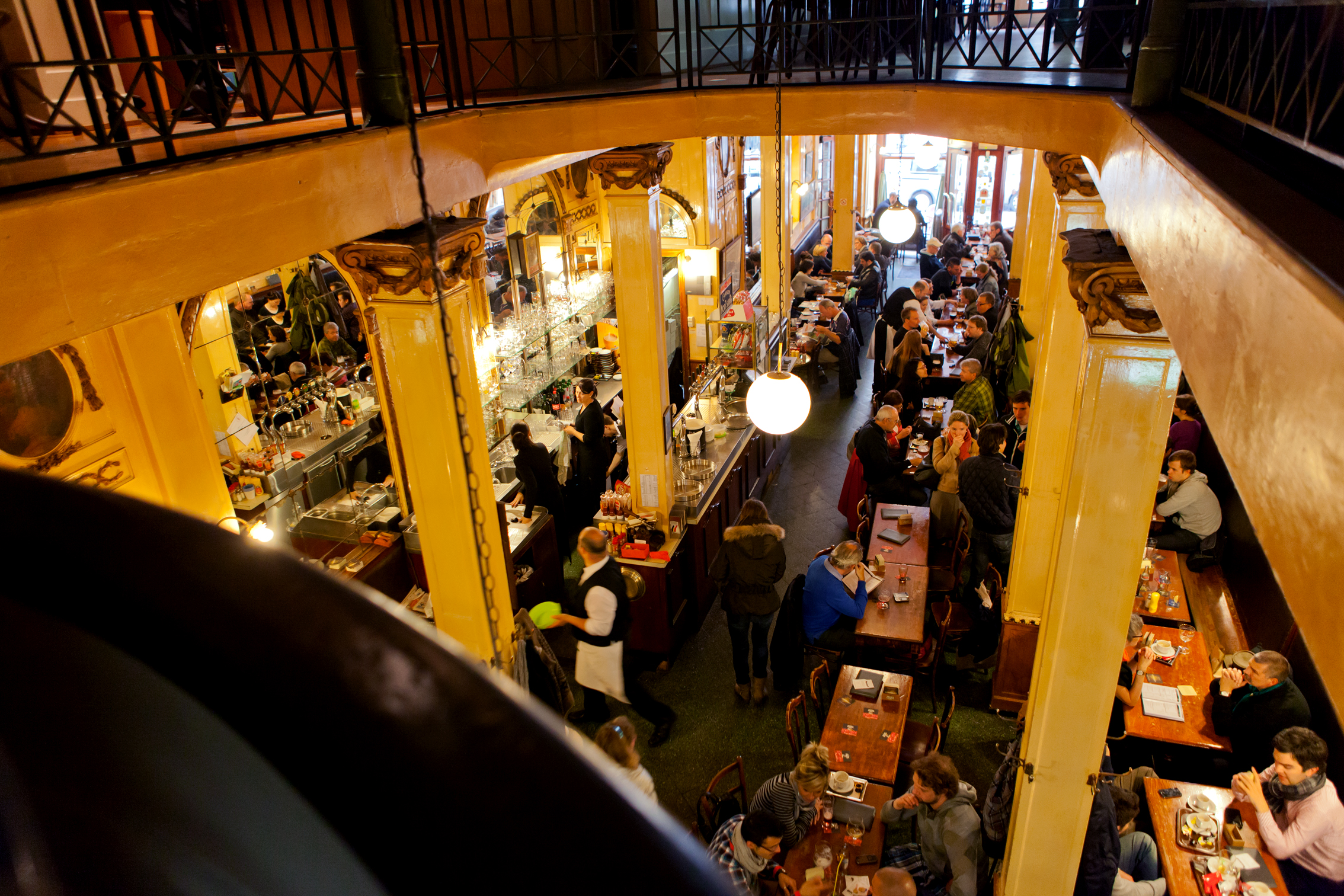
Interieur (1910) van de latere A la mort subite

Paul Hamesse (Elsene, 7 april 1877 – Sint-Gillis, 22 februari 1956) was een Belgisch architect en binnenhuisarchitect, die vooral ontwierp in de stijl van de art nouveau.

## Loopbaan
Hij was zoon van de schilder Adolphe Hamesse (1849-1925). Na zijn opleiding aan de Brusselse Academie voor Schone Kunsten liep hij stage bij Paul Hankar en Alban Chambon. Van Hankar nam hij de geometrische benadering van de art nouveau over, waarmee hij eerder aansloot bij de Wiener Secession dan bij de florale stijl die door Horta gepionierd was. Chambon had een meer eclectische smaak en zette hem op het spoor van uitbundige interieurs voor restaurants, cinema's en andere uitgaansgelegenheden.
Later begon Hamesse een bureau met zijn broers Georges (1873-1954) en Léon (1883-1958). Hij nam deel aan de wereldtentoonstellingen van Parijs (1925), Luik (1930) en Brussel (1935).
Hij was actief tot 1952. Zijn fonds wordt sedert 1986 bewaard door de Archives d'architecture moderne (AAM).

## Belangrijke werken

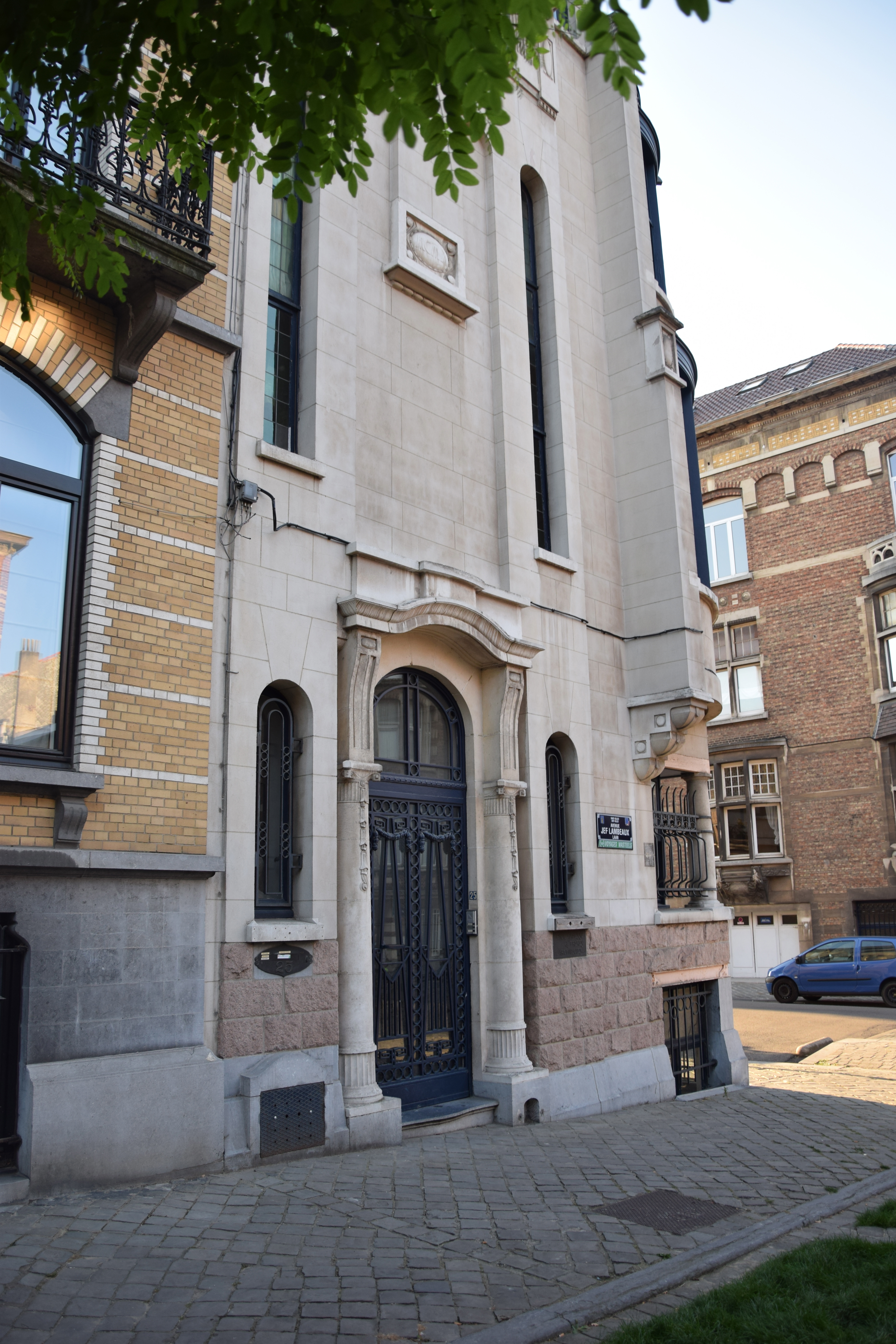
Eigen woonhuis en atelier uit 1909

Hamesse ontwierp vooral gebouwen in het Brussels Hoofdstedelijk Gewest waarvan verschillende erkend zijn als beschermd monument. Enkele van zijn realisaties:
- 1898: Woonhuis en atelier van kunstschilder Arthur Rogiers (Keizer Karelstraat 103, Brussel)[2]
- 1902: Woonhuis en atelier van kunstschilder Paul Verdussen (Brugmannlaan 211, Elsene)[3]
- 1904: Renovatie in art-nouveau-stijl van het zowel het interieur als de buitenkant van het Hôtel Cohn-Donnay (Koningsstraat 316, Sint-Joost-ten-Node). Dit gebouw huisvestte van 18 december 1981 tot 18 december 2009 de bekende Brusselse brasserie De Ultieme hallucinatie.[4]
- 1906: Woning van luitenant Jean Delannoy (Tervurenlaan 120, Sint-Pieters-Woluwe)[5][6] (gesloopt in 1993 en heropgebouwd met dezelfde gevel in 2008)[7]
- 1906: Renovatie in art-nouveau-stijl van het Huis van Edouard Taymans (Elyzeese Veldenstraat 6a, Elsene)
- 1907: Woonhuis met uitzonderlijke deurklopper (Antoine Delporteplein 17, Sint-Gillis)[8]
- 1909: Twee woonhuizen (Verbindingslaan 12 en 14, Sint-Gillis)[9]
- 1909: Eigen woning en atelier (Jef Lambeauxlaan 25, Sint-Gillis)[10]
- 1909: Villa Beau Site (avenue des Combattants 14, Genval)
- 1910: Café-restaurant (Warmoesberg 7, Brussel - verbouwing met F. Seeldraaiers), later À la Mort Subite
- 1910: Bioscoop Winter Palace (in 1931 afgebroken om plaats te ruimen voor het art-decohotel Le Plaza, Adolphe Maxlaan 118-126)[11]
- 1913: Bioscoop Pathé Palace, het eerste bioscooppaleis van Brussel met een capaciteit van 2.500 zitplaatsen. (Anspachlaan 85, Brussel)[12]
- 1919: Bioscoop Albert-Hall (Elsensesteenweg 16, Elsene - interieur afgebroken)[13]
- 1922: Bioscoop Agora Palace, afgebrand in 1956 op de plaats waar zich nu de Agoragalerij bevindt. (Grasmarkt 105, Brussel - afgebroken)[14]
- 1923: Industrieel gebouw in laat-eclectische stijl SA Union Commerciale des Glaceries belges (Bronstraat 86, Sint-Gillis)[15]
- 1927: Tuinwijk Cité Paroisse in Haren[16]